# Omer Vermeulen
Omer Vermeulen, né le 24 novembre 1895 à Zingem, section de la commune de Kruisem, et mort le 27 janvier 1980 à Audenarde, est un coureur cycliste belge, en activité de 1924 à 1927,.

## Palmarès
- 1920
  - 3e du Grand Prix d'Affligem
- 1924
  - Paris-Lille
  - 2e du Circuit minier et métallurgique du Nord
  - 3e de Paris-Cambrai
- 1926
  - 6e du Tour des Flandres

## Résultats sur le Tour de France
1 participation
- 1926 : 20e du Classement Général